# Барселонет
Барселонет (фр. Barcelonnette) насеље је и општина у југоисточној Француској у региону Прованса-Алпи-Азурна обала, у департману Горњопровансалски Алпи која припада префектури Барселонет.
По подацима из 2011. године у општини је живело 2.667 становника, а густина насељености је износила 162,42 становника/km². Општина се простире на површини од 16,42 km². Налази се на средњој надморској висини од 1132 метара (максималној 2680 m, а минималној 1115 m).

## Демографија
| 1962. | 1968. | 1975. | 1982. | 1990. | 1999. | 2011. |
| ----- | ----- | ----- | ----- | ----- | ----- | ----- |
| 2.432 | 2.476 | 2.626 | 2.735 | 2.976 | 2.819 | 2.667 |

График промене броја становника у току последњих година